# Ian Fraser
Ian Fraser Lima (Salvador, 17 de setembro de 1983), ou apenas Ian Fraser, é um escritor e dramaturgo brasileiro. Possui formação em Cinema e Vídeo e venceu dois Prêmio Braskem de Teatro: em 2015 na categoria Melhor Espetáculo Infantojuvenil com a peça produzida e escrita por ele A Máquina Que Dobra o Nada e em 2021 pelo texto da peça Ensaio para uma Redenção (escrita em conjunto com Caio Rodrigo e Daniel Farias).
Além disso, o escritor também venceu o prêmio Jovem Autor Inédito pelo Selo João Ubaldo Ribeiro com seu primeiro romance O Sangue é Agreste, venceu o Prêmio Aberst de Literatura de 2020 na categoria Narrativa Longa Policial e concorreu à final do Prêmio Jabuti de 2023 (na categoria Romance de Entretenimento) com seu livro A vida e as mortes de Severino Olho de Dendê.

## Biografia e carreira
Ian é neto de Marian Fraser, uma atriz norte-americana que foi morar em Salvador após casar-se com um baiano de família escocesa. Sua avó também participou da filmagem de The Sandpit Generals, uma adaptação de Capitães da Areia para o cinema estrangeiro, o qual também contou com a participação da mãe de Ian, Elizabeth, e seu tio James.
Foi a partir de um conselho de um amigo pessoal que Ian começou a transformar em romance as suas ideias para roteiro de filmes. Em seu primeiro romance lançado em 2014, O Sangue É Agreste, o escritor toma como referências Alfred Hitchcock, Gabriel García Márquez, J. R. R. Tolkien e Antônio Xerxenesky, se distanciando da estrutura convencional do romance e utilizando recursos como roteiros de cinema, cordel, poesia e ilustrações.
Sua carreira como escritor se tornou mais evidente após três campanhas de financiamento coletivo bem sucedidas no sistema Catarse. As obras que se utilizaram dessa modalidade de financiamento foram: Araruama: o livro das sementes (2017), Araruama: o livro das raízes (2018) e Noir Carnavalesco (2020), sendo que as duas primeiras ultrapassaram 200% da meta estabelecida para proporcionar a publicação dos trabalhos.
Ian foi participante como convidado de duas edições da Bienal do Livro da Bahia, um dos maiores eventos de cultura e literatura do Nordeste: 2022 e 2024.
O escritor também participou como consultor para a 2ª temporada da série Cidade Invisível, auxiliando na construção das referências do folclore brasileiro que seriam utilizados no texto da série.

## Obras

### Literatura
- 2014 - O Sangue É Agreste (Fundação Gregório de Mattos)
- 2016 - Hitchcock & Lynch - A Murder Story (história lançada no aplicativo Episode)
- 2017 - Araruama: o livro das sementes (Editora Moinhos)
- 2018 - Araruama: o livro das raízes (Editora Moinhos)
- 2020 - Noir Carnavalesco (Editora Empíreo)
- 2020 - MAR I.0 (Caramurê)
- 2021 - Farras Fantásticas - Antologia (Editora Corvus). Organizador
- 2022 - A vida e as mortes de Severino Olho de dendê (Editora Intrínseca)

### Teatro
- 2015 - A Máquina que Dobra o Nada (Escritor e produtor)
- 2021 - Ensaio para uma redenção (escrita em conjunto com Caio Rodrigo e Daniel Farias)

## Prêmios e indicações
| Situação | Prêmio                                   | Categoria                                                            | Ano  | Trabalho premiado                            | Referência |
| -------- | ---------------------------------------- | -------------------------------------------------------------------- | ---- | -------------------------------------------- | ---------- |
| Venceu   | Selo João Ubaldo Ribeiro                 | Jovem Autor Inédito                                                  | 2014 | O Sangue É Agreste                           | [ 14 ]     |
| Venceu   | 23º Prêmio Braskem de Teatro             | Melhor Espetáculo Infantojuvenil                                     | 2015 | A Máquina Que Dobra o Nada                   | [ 3 ]      |
| Indicado | Prêmio Argos                             | Melhor romance                                                       | 2018 | Araruama - o livro das sementes              | [ 15 ]     |
| Indicado | Prêmio LeBlanc                           | Romance nacional de fantasia, ficção científica ou terror            | 2019 | Araruama - o livro das sementes              | [ 16 ]     |
| Venceu   | Prêmio ABERST de Literatura              | Melhor Narrativa Longa Policial                                      | 2020 | Noir carnavalesco                            | [ 6 ]      |
| Venceu   | 28º Prêmio Braskem de Teatro             | Melhor Texto                                                         | 2022 | Ensaio para uma Redenção                     | [ 4 ]      |
| Venceu   | Prêmio LeBlanc                           | Antologia/Coletânea inédita de fantasia, ficção científica ou terror | 2022 | Farras fantásticas (organizador da obra)     | [ 17 ]     |
| Indicado | Prêmio Argos                             | Melhor Coletânea ou Antologia                                        | 2022 | Farras fantásticas (organizador da obra)     | [ 18 ]     |
| Venceu   | Prêmio Odisseia de Literatura Fantástica | Capa e Projeto Gráfico                                               | 2023 | A vida e as mortes de Severino Olho de Dendê | [ 19 ]     |
| Indicado | Prêmio Jabuti                            | Romance de Entretenimento                                            | 2023 | A vida e as mortes de Severino Olho de Dendê | [ 5 ]      |